# أدينوكاربوس ديكورتيكانس
أدينوكاربوس ديكورتيكانس (Adenocarpus decorticans) المعروف أيضًا باسم المكنسة الفضية ، هو نوع من النباتات المزهرة في فصيلة الفولاوات وموطنها الأصلي سييرا نيفادا في جنوب إسبانيا، وجبال الريف في المغرب، وجبال الأطلس في الجزائر. لها زهور بلون الليمون.  تم وصف النوع للمرة الأولى في عام 1838. تم استقدامه في إنجلترا في عام 1883.